# Skeet Shoot
Skeet Shoot es un videojuego publicado en 1981 por la empresa Apollo para la consola Atari 2600. Es considerado uno de los peores videojuegos que se hizo para ese sistema.